# Championnat du Guatemala de football 1963-1964
Navigation
Saison précédente Saison suivante
La Liga Nacional 1963-1964 est la douzième édition de la première division guatémaltèque.
Lors de ce tournoi, le Xelaju MC a tenté de conserver son titre de champion du Guatemala face aux onze meilleurs clubs guatémaltèques.
Chacun des douze clubs participant était confronté deux fois aux onze autres équipes.

## Les 12 clubs participants
| \| Guatemala: Aurora FC CSD Comunicaciones IGSS IRCA CSD Municipal Tipografía Nacional Universidad SC Antigua GFC Guatemala Juventud Escuintleca Guatemala Deportivo Marquense Guatemala CSD Sacachispas Guatemala Xelaju MC \| Localisation des clubs engagés dans le championnat. |
| Guatemala: Aurora FC CSD Comunicaciones IGSS IRCA CSD Municipal Tipografía Nacional Universidad SC Antigua GFC Guatemala Juventud Escuintleca Guatemala Deportivo Marquense Guatemala CSD Sacachispas Guatemala Xelaju MC                                                           |

Ce tableau présente les douze équipes qualifiées pour disputer le championnat 1963-1964. On y trouve le nom des clubs, le nom des stades dans lesquels ils évoluent ainsi que la capacité et la localisation de ces derniers.
| Club                 | Stade                         | Capacité          | Ville             |
| Antigua GFC          | Stade Pensativo               | 10 000            | Antigua Guatemala |
| Aurora FC            | Stade de l'Ejército           | 13 300            | Guatemala City    |
| CSD Comunicaciones   | Stade Mateo Flores            | 30 000            | Guatemala City    |
| Juventud Escuintleca | Stade Ricardo Muñoz Gálvez    | 3 000             | Escuintla         |
| IGSS                 | Stade inconnu                 | Capacité inconnue | Guatemala City    |
| IRCA                 | Stade inconnu                 | Capacité inconnue | Guatemala City    |
| Deportivo Marquense  | Stade Marquesa de la Ensenada | 10 000            | San Marcos        |
| CSD Municipal        | Stade Mateo Flores            | 30 000            | Guatemala City    |
| CSD Sacachispas (en) | Stade Las Victorias           | 9 000             | Chiquimula        |
| Tipografía Nacional  | Stade La Pedrera              | Capacité inconnue | Guatemala City    |
| Universidad SC       | Stade de la Revolución        | 5 000             | Guatemala City    |
| Xelaju MC            | Stade Mario Camposeco         | 11 000            | Quetzaltenango    |

## Compétition
Les douze équipes affrontent à deux reprises les onze autres équipes selon un calendrier tiré aléatoirement.
Le classement est établi sur l'ancien barème de points (victoire à 2 points, match nul à 1, défaite à 0).
Le départage final se fait selon les critères suivants :
- Le nombre de points.
- La différence de buts générale.
- Le nombre de buts marqué.

### Classement
| Rang | Équipe                | Pts | J  | G  | N | P  | Bp | Bc | Diff |
| ---- | --------------------- | --- | -- | -- | - | -- | -- | -- | ---- |
| 1    | CSD Municipal         | 28  | 22 | 12 | 4 | 6  | 32 | 15 | +17  |
| 2    | Xelaju MC T           | 28  | 22 | 13 | 2 | 7  | 44 | 32 | +12  |
| 3    | CSD Comunicaciones    | 26  | 22 | 9  | 8 | 5  | 45 | 29 | +16  |
| 4    | IGSS P                | 24  | 22 | 9  | 6 | 7  | 33 | 30 | +3   |
| 5    | Juventud Escuintleca  | 23  | 22 | 8  | 7 | 7  | 37 | 31 | +6   |
| 6    | Tipografía Nacional   | 23  | 22 | 8  | 7 | 7  | 32 | 27 | +5   |
| 7    | Aurora FC             | 23  | 22 | 8  | 7 | 7  | 32 | 30 | +2   |
| 8    | Antigua GFC           | 21  | 22 | 7  | 7 | 8  | 25 | 30 | -5   |
| 9    | Deportivo Marquense P | 21  | 22 | 7  | 7 | 8  | 30 | 37 | -7   |
| 10   | Universidad SC        | 19  | 22 | 7  | 5 | 10 | 21 | 34 | -13  |
| 11   | CSD Sacachispas (en)  | 17  | 22 | 5  | 7 | 10 | 25 | 35 | -10  |
| 12   | IRCA                  | 11  | 22 | 2  | 7 | 13 | 23 | 49 | -26  |

| Légende : Qualifications et relégations | Légende : Qualifications et relégations          |
| --------------------------------------- | ------------------------------------------------ |
|                                         | Relégué en Primera División de Guatemala         |
|                                         | T Tenant du titre P Promu de la saison 1961-1962 |

## Bilan du tournoi
| Championnat du Guatemala de football 1963-1964 |                      |
| Champion                                       | CSD Municipal        |
| Dauphin                                        | Xelaju MC            |
| Promotions et relégations                      |                      |
| Promus en Liga Nacional de Guatemala           | Deportivo Botrán     |
| Promus en Liga Nacional de Guatemala           | Cobán Imperial       |
| Relégués en Primera División de Guatemala      | CSD Sacachispas (en) |
| Relégués en Primera División de Guatemala      | IRCA                 |